# 柔貞皇后
柔貞皇后蕭氏（？—951年？），名不詳。遼義宗耶律倍妾，遼世宗耶律阮生母。
蕭氏生平不详，只知她为耶律倍生三子：兒子遼世宗耶律阮（919年生）、庶人耶律婁國及吳王耶律稍。天显五年（930年）十一月，丈夫耶律倍逃离辽国，投奔后唐。萧氏应是与儿子一同被留在辽国。耶律阮在947年即位後，萧氏被尊為皇太后。遼史后妃傳中無傳，但就世宗蕭后蕭撒葛只傳看來，應該是951年跟世宗一起遇害，因蕭撒葛只傳中提到耶律察割「弒太后及帝」。重熙二十年（1051年），遼興宗追上諡號為柔貞皇后。